# Audi quattro
Der Audi quattro (von Audi auch als Urquattro bezeichnet) ist ein Sportcoupé der Marke Audi, der zwischen Frühjahr 1980 und Mitte 1991 hergestellt wurde. Mit 11.452 gebauten Einheiten war er einer der ersten in größeren Stückzahlen produzierten Nicht-Geländewagen mit permanentem Allradantrieb und wirkte maßgeblich für die Erfolgsgeschichte des Quattro-Antriebs von Audi und darüber hinaus. 1983 wurde die quattro GmbH gegründet, danach war der permanente Allradantrieb wahlweise für immer mehr Audi-Fahrzeuge verfügbar.
Audi selbst bezeichnet das Modell Audi Coupé S2 als den offiziellen Nachfolger des Urquattro.
Das Wort quattro (italienisch für vier) wird durchgehend in Kleinbuchstaben geschrieben. Auch das Original-Quattro-Logo zeigt ausschließlich Minuskeln.

## Modellgeschichte

### Entwicklung des Allradantriebs
Neben herkömmlichen Geländewagen wurden Mitte der 1960er-Jahre bereits wenige Straßenfahrzeuge mit einem permanenten Allradantrieb von Ferguson ausgestattet. Dazu gehörten der 1966 präsentierte Jensen FF, von dem lediglich 320 Fahrzeuge produziert wurden, sowie der Ford Zephyr mit Ferguson-Allradantrieb, von dem versuchsweise 22 Fahrzeuge für die britische Polizei gefertigt wurden. Wegen der hohen Produktionskosten wurde letztgenanntes Projekt nicht weiter verfolgt. Die Produktion des Jensen FF wurde 1971 ebenfalls eingestellt.
Im Herbst 1971 brachte Subaru mit der L-Serie ein allradangetriebenes Straßenfahrzeug auf den Markt, das mit einem zuschaltbaren Allradantrieb ausgestattet war. Im September 1979 führte American Motors den AMC Eagle ein, dessen permanenter Allradantrieb mit einer Viscokupplung arbeitete. Darüber hinaus gab es bereits diverse Geländewagen mit Pkw-Charakter und permanentem Allradantrieb, die in Großserie gebaut wurden, darunter Range Rover, Mercedes-Benz G-Klasse und der Lada Niwa.
Bei Testfahrten in Skandinavien im Jahr 1977 sollten Audi-Limousinen erprobt werden. Der Versuchsleiter Jörg Bensinger stellte fest, dass das Begleitfahrzeug, mit dem er fuhr – ein allradangetriebener VW Iltis (Geländewagen, potentieller Nachfolger des DKW Munga für die Bundeswehr) mit 55 kW (75 PS) – unter den winterlichen Bedingungen das weitaus schnellste Fahrzeug der Versuchsflotte war. Nach seiner Rückkehr berichtete er Ferdinand Piëch, damals Vorstand der Fahrzeugentwicklungsabteilung bei Audi, von seinen Erlebnissen. Er überzeugte Piëch, ihn mit einer kleinen Gruppe von Mitarbeitern einen Prototyp mit Fünfzylinder-Turbomotor und Allradantrieb auf Basis des Audi 80 herstellen zu lassen.
1978 war dieser Prototyp mit 118 kW (160 PS) so weit entwickelt, dass er dem Vorstand von VW präsentiert werden konnte. Diese Präsentation fand während eines Tests in Österreich statt, bei dem Winterreifen und Schneeketten auf einer verschneiten, steilen Steigung an anderen Fahrzeugen getestet werden sollten. Der Quattro-Prototyp meisterte die Steigung ohne Probleme – auf Sommerreifen. Im Sommer 1978 fand eine weitere Vorführung statt, bei der der Quattro-Prototyp eine steile, stark gewässerte Wiese hinauffahren sollte. Von allen zur Verfügung stehenden Vergleichsfahrzeugen bei diesem Test bewältigte nur der Quattro-Prototyp die Aufgabe. Kurze Zeit später gab der VW-Vorstand seine Zustimmung für den Bau.
Im Februar 1979 wurde ein weiterer Prototyp, als Audi 80 getarnt, einigen internationalen Journalisten in Turrach, Österreich, vorgestellt. Unter ihnen war auch Paul Frère. Zur Verfügung standen zwei winterbereifte Fahrzeuge mit Frontmotor und Hinterradantrieb und ein Audi 100 mit Frontmotor und Vorderradantrieb. Während Frère bei Fahrversuchen mit den Limousinen an der schneebedeckten Steigung nur etwa 150 Meter weit kam, musste er im Quattro-Prototyp sogar das Gas zurücknehmen, weil die erreichte Geschwindigkeit für diese Strecke zu hoch war. Oben angekommen wendete er, fuhr zurück und wurde von dem Entwicklungsingenieur Walter Treser gefragt, ob er den Versuch noch einmal und zwar auf Winterreifen durchführen wolle. Wieder hatte das Fahrzeug lediglich Sommerreifen aufgezogen. Bei einem weiteren Versuch an diesem Tag – diesmal war das Fahrzeug mit Winterreifen ausgestattet – hielt Frère auf einer enormen Steigung von 28 %, die eine dicke Schneeschicht aufwies, an und fuhr ohne Probleme weiter. Die Sache schien ihn so beeindruckt zu haben, dass er ein Buch über den Audi quattro verfasste und seine Erlebnisse darin niederschrieb.
Im März 1980 wurde der Audi quattro auf dem Genfer Auto-Salon der Öffentlichkeit präsentiert. Von der Fachpresse wurde das Fahrzeug weltweit unter Verwendung zahlreicher Superlative als Sensation gefeiert.

### Modellpflege
- 03/1980: Vorstellung des Audi quattro auf dem Genfer Auto-Salon, der im Juli in den Handel gelangt.
- 09/1982: Breite Doppelscheinwerfer unter Glas und Digital- statt Analoganzeigen.
- 09/1983: Vorstellung des Audi Sport quattro auf der IAA in Frankfurt.
- 12/1984: Der quattro wird optisch dem Coupé angeglichen. Änderungen: Schwarze Rückleuchten, neues Armaturenbrett, geänderte Scheinwerfer und Kühlergrill.
- 08/1987: Neuer Motor mit 2,2 Liter Hubraum sowie neue Digitalarmaturen und neues Zentraldifferenzial.
- 08/1989: Neuer 2,2-l-Motor mit vier Ventilen pro Zylinder („20V“).
- 05/1991: Produktion des quattro wird eingestellt.

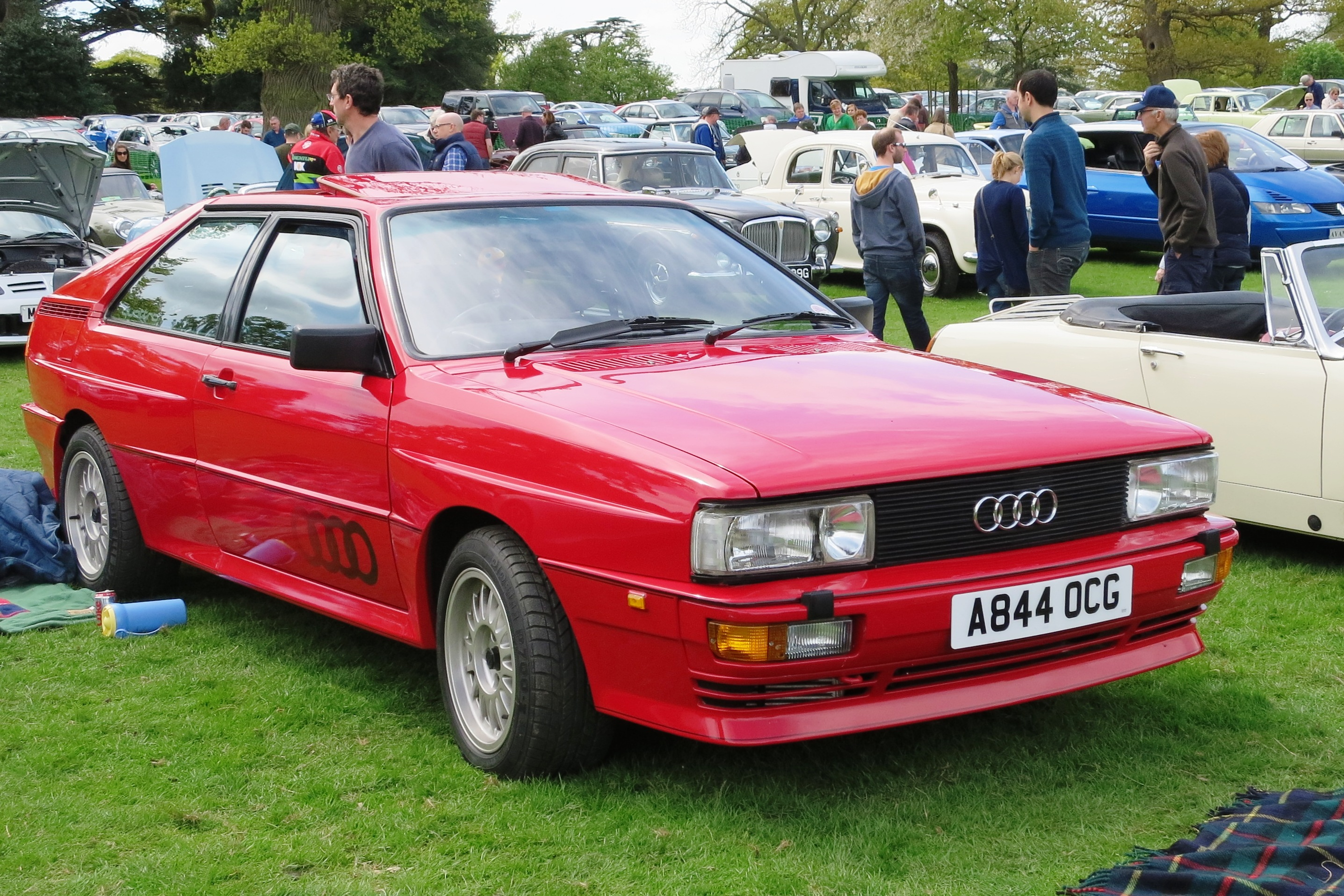
Audi quattro (1982–1984)
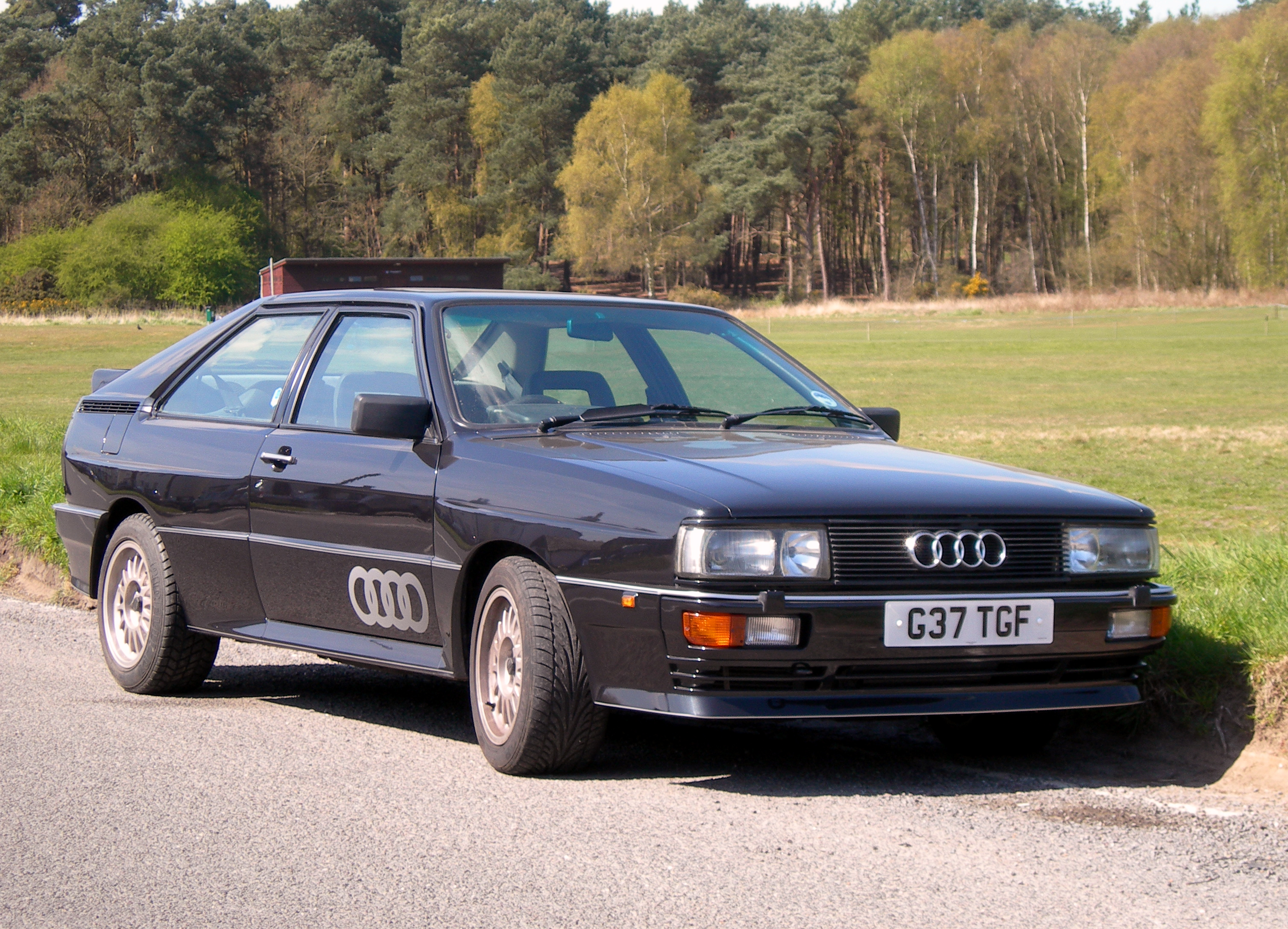
Audi quattro (1984–1991)
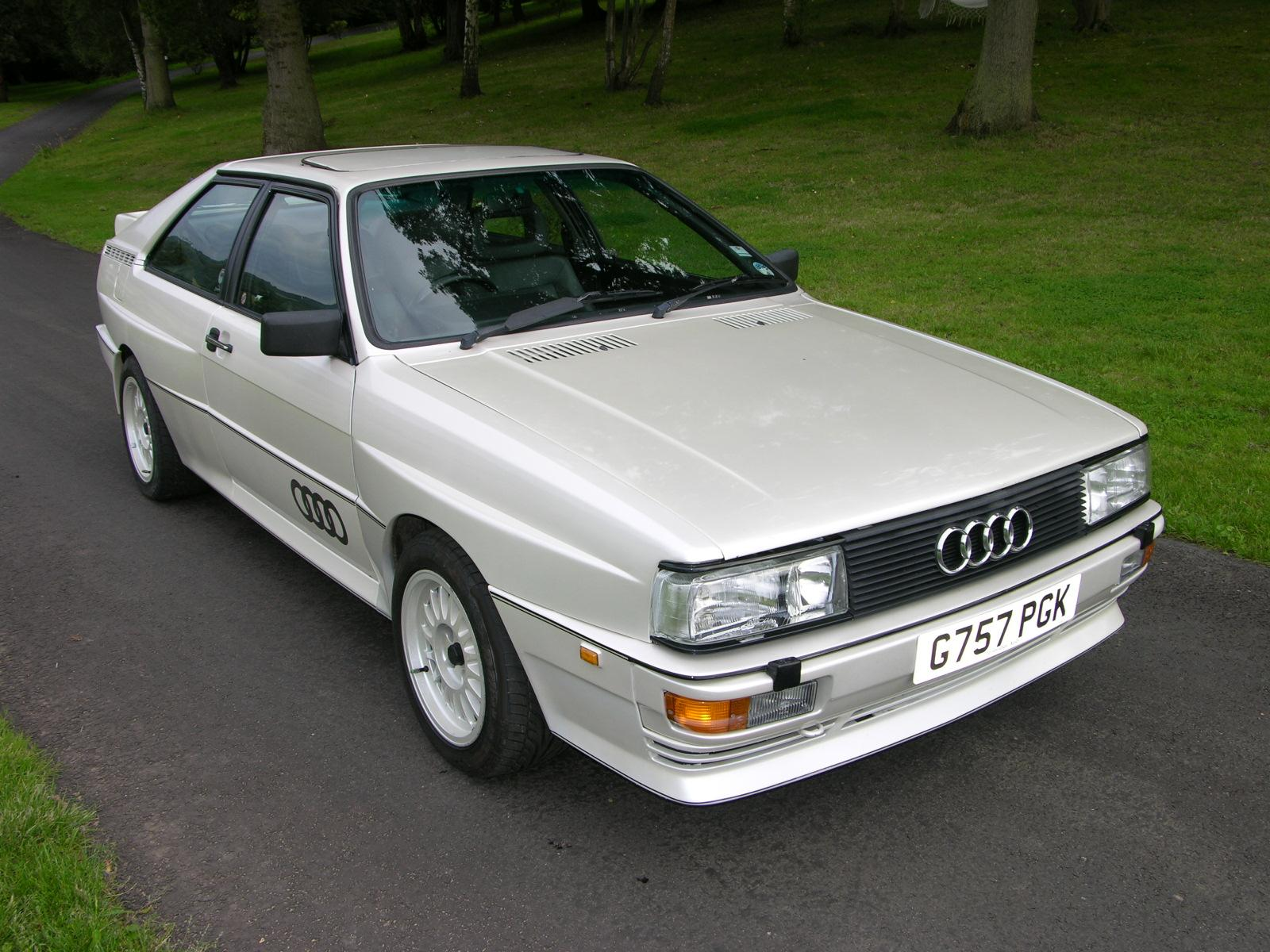
Audi quattro 2,2 20V (1989–1991)
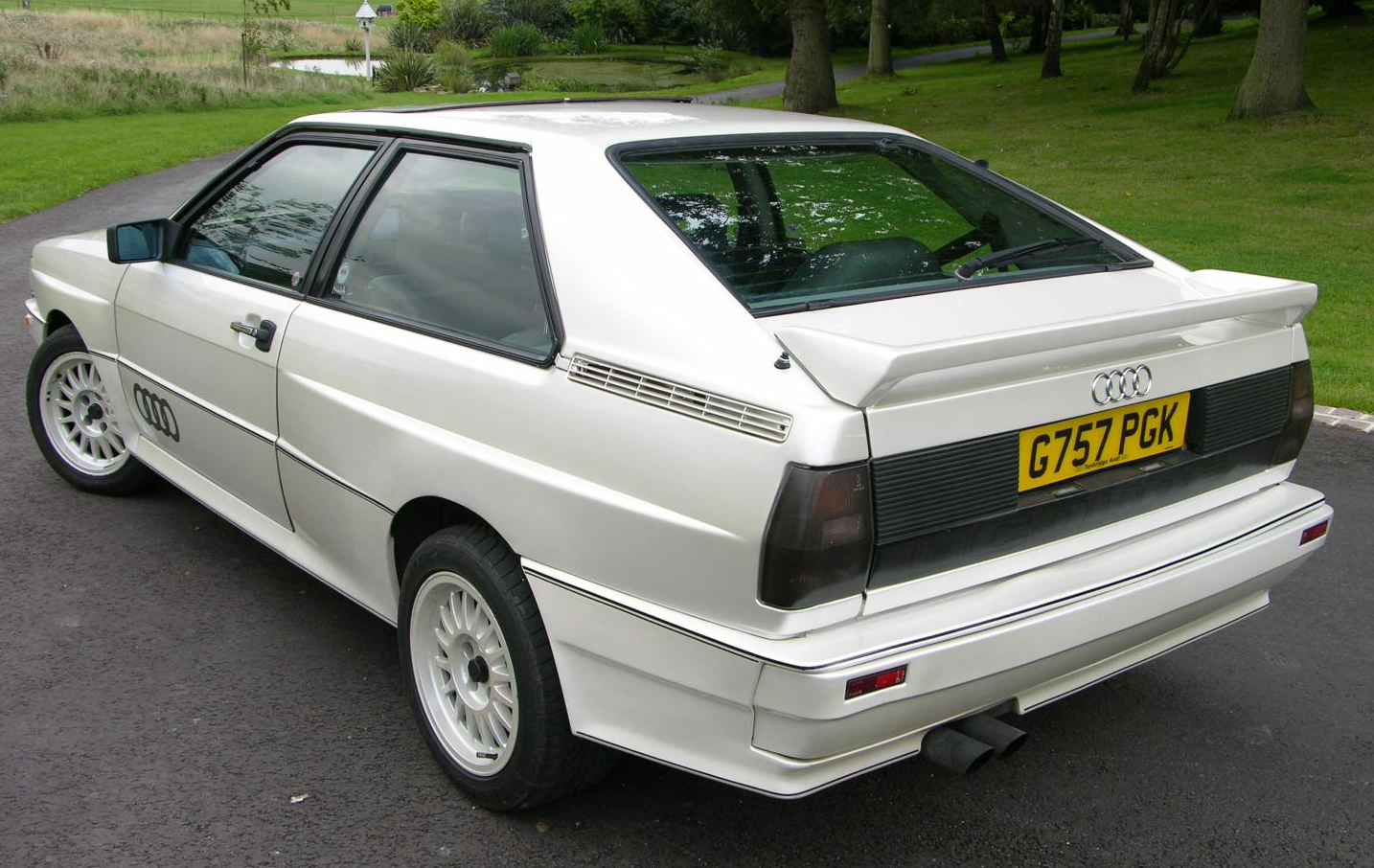
Heckansicht
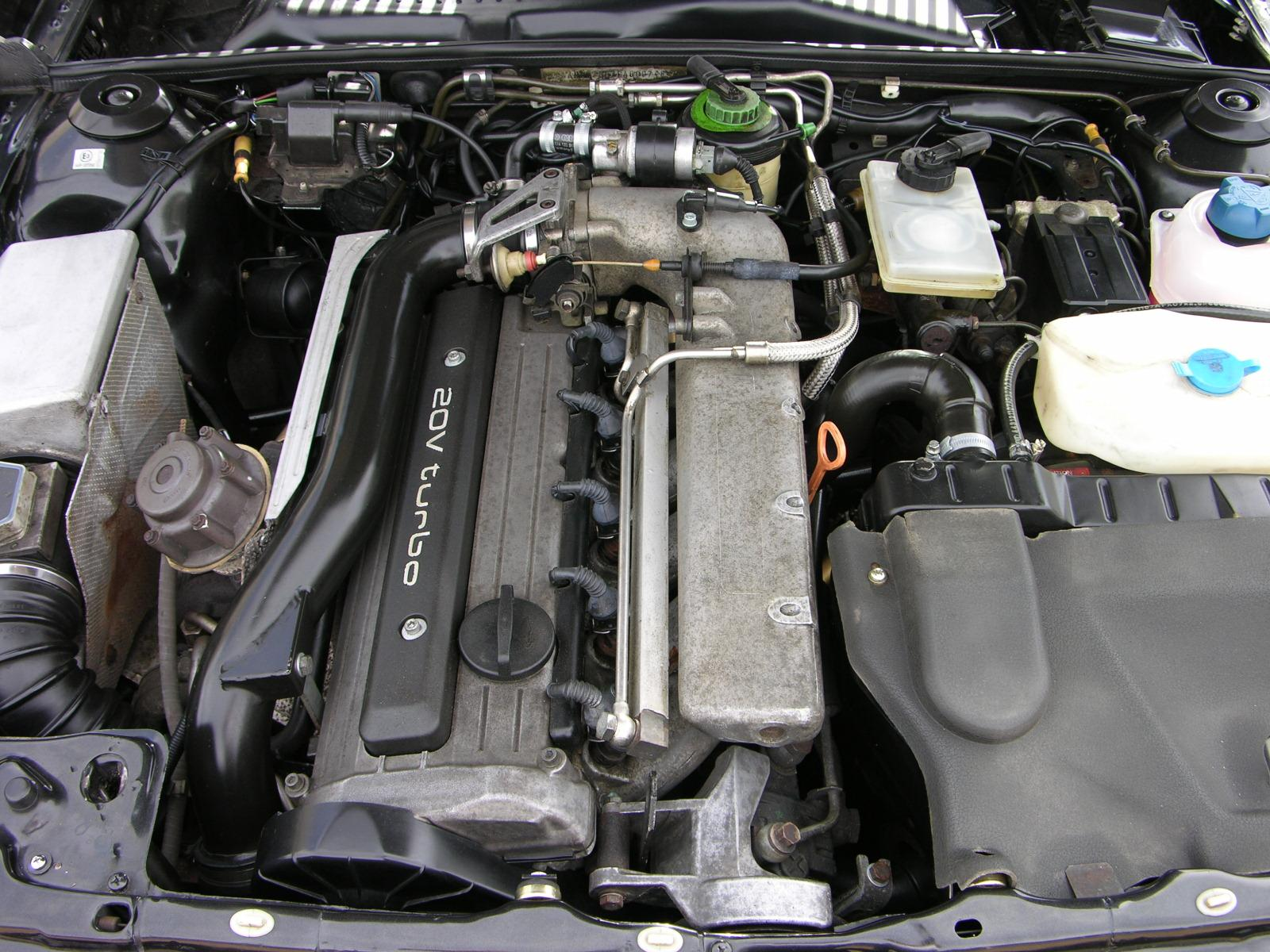
Audi quattro 20V

## Technik

### Karosserie
Die Karosserie des Audi quattro basiert auf der des Audi Coupé. Dieses wiederum war ein geänderter Audi 80 mit zwei Türen und Schrägheck. Der quattro unterschied sich äußerlich vom Coupé durch verbreiterte Kotflügel, voluminösere Stoßfänger sowie Schweller und einen größeren Heckspoiler. Manche Quellen behaupten, dass in den letzten Baujahren die Karosserie teilverzinkt wurde.

### Antriebstechnik
Das leicht veränderte Fünfganggetriebe des Audi 100 wurde mit einer Hohlwelle anstatt der üblichen Antriebswelle versehen, und ein zusätzliches Differential wirkte als Verteilergetriebe. Die geteilte Gelenkwelle zur Hinterachse hatte zwei Gleichlaufgelenke und zentral ein Kardangelenk. Die angetriebene Hinterachse entsprach weitgehend der um 180° gedrehten Vorderachse, wobei die Spurstange durch einen Querlenker ersetzt war. Die ungleich langen Antriebswellen waren vorn und hinten diagonal gleich. Der Allradantrieb hatte eine um 75 kg vergrößerte Leermasse zufolge.
Der Urquattro erhielt einen permanenten Vierradantrieb mit mittlerer und hinterer Differenzialsperre. Bis Ende 1981 konnte man beide Sperren manuell und unabhängig voneinander mit zwei Klauenkupplungen über Seilzüge schalten. Von 1982 bis einschließlich 1987 konnte man beide oder nur die hintere Sperre manuell elektropneumatisch ein- und ausschalten.
Der quattro wurde im Laufe der Jahre weiter überarbeitet. Insbesondere wurde sein Allradsystem ab dem Modelljahr 1987 mit einem Torsen-Mittel-Differenzial noch etwas verfeinert. Das hintere Differenzial blieb manuell elektropneumatisch schaltbar. So waren diese Fahrzeuge bestens für Winterfahrten oder anderweitige schwierige Einsätze auf glatten Fahrbahnen geeignet.

### Motoren
Es gab für dieses Fahrzeug unterschiedliche Motorvarianten, alle quattros besaßen aber einen Fünfzylinder-Reihenmotor mit Abgasturbolader. Die Serienfertigung startete 1980 mit dem vom Audi 200 bekannten 2,1-l-Turbo, der um eine Ladeluftkühlung ergänzt worden war. Diese bewirkte eine um 50–60 °C niedrigere Lufttemperatur und infolge des entsprechend besseren Füllungsgrad im Brennraum eine Mehrleistung von 22 kW, sodass 147 kW (200 PS) erreicht wurden. Der Motor hatte bereits eine Kennfeldzündung: Mit 250 gespeicherten Lastpunkten des Motors wurde der Zündzeitpunkt optimiert, außerdem wurde auch bereits die Lufttemperatur dabei berücksichtigt. Zur Saugrohreinspritzung diente eine K-Jetronic.
- Audi quattro: 2,1-Liter-Motor (2144 cm³) mit 147 kW/200 PS, MKB WR (03/1980–07/1987)
- Audi quattro: 2,1-Liter-Motor (2144 cm³) mit 147 kW/200 PS, MKB GV (05/1984–07/1987). Nur Schweiz und Schweden. Geändertes Zündkennfeld wegen strengerer Abgasnormen.
- Audi quattro: 2,2-Liter-Motor (2226 cm³) mit 147 kW/200 PS, MKB MB (08/1987–07/1989)
- Audi quattro: 2,1-Liter-Motor (2144 cm³) mit 119 kW/162 PS und Kat., MKB WX (12/1984–10/1988)
- Audi quattro 20V: 2,2-Liter-Motor (2226 cm³) mit 162 kW/220 PS, vier Ventile pro Zylinder (daher „20V“), MKB RR (08/1989–05/1991)
- Audi Sport quattro: 2,1-Liter-Motor (2133 cm³) mit 225 kW/306 PS (verkürzter Radstand, vier Ventile pro Zylinder), MKB KW (09/1984–08/1985)
- Audi Sport quattro S1: 2,1-Liter-Motor (2133 cm³) mit 390 kW/530 PS (verkürzter Radstand, vier Ventile pro Zylinder, für den Rallye-Einsatz; 1985)

### Fahrleistungen
Angegeben sind jeweils die Beschleunigung 0–100 km/h in Sekunden und die Höchstgeschwindigkeit in km/h.
- Audi quattro von 1980, 147 kW/200 PS: 7,1 s, 222 km/h
- Audi quattro 20V von 1989, 162 kW/220 PS: 6,3 s, 230 km/h
- Audi Sport quattro von 1984, 225 kW/306 PS: 4,9 s, 250 km/h
- Audi Sport quattro S1 von 1985, 390 kW/530 PS: 2,6 s (Doppelkupplungsgetriebe) bzw. 3,1 Sek. (manuelles Schaltgetriebe), Rallyefahrzeug

#### Testwerte
|                         | quattro  | quattro 20V | Sport quattro |
| ----------------------- | -------- | ----------- | ------------- |
| 0–40 km/h               | 1,8 s    | 1,5 s       | 1,4 s         |
| 0–60 km/h               | 3,3 s    | 2,8 s       | 2,4 s         |
| 0–80 km/h               | 4,8 s    | 4,3 s       | 3,7 s         |
| 0–100 km/h              | 7,3 s    | 6,5 s       | 4,5 s         |
| 0–120 km/h              | 9,9 s    | 8,9 s       | 6,3 s         |
| 0–140 km/h              | 13,3 s   | 12,0 s      | 9,3 s         |
| 0–160 km/h              | 17,9 s   | 16,4 s      | 12,2 s        |
| 0–180 km/h              | 24,1 s   | 21,1 s      | 16,1 s        |
| 0–200 km/h              | 38,1 s   | 29,1 s      | 18,4 s        |
| 1 km aus dem Stillstand | 27,8 s   | 26,6 s      | 23,9 s        |
| Höchstgeschwindigkeit   | 224 km/h | 233 km/h    | 248 km/h      |

## Sondermodelle

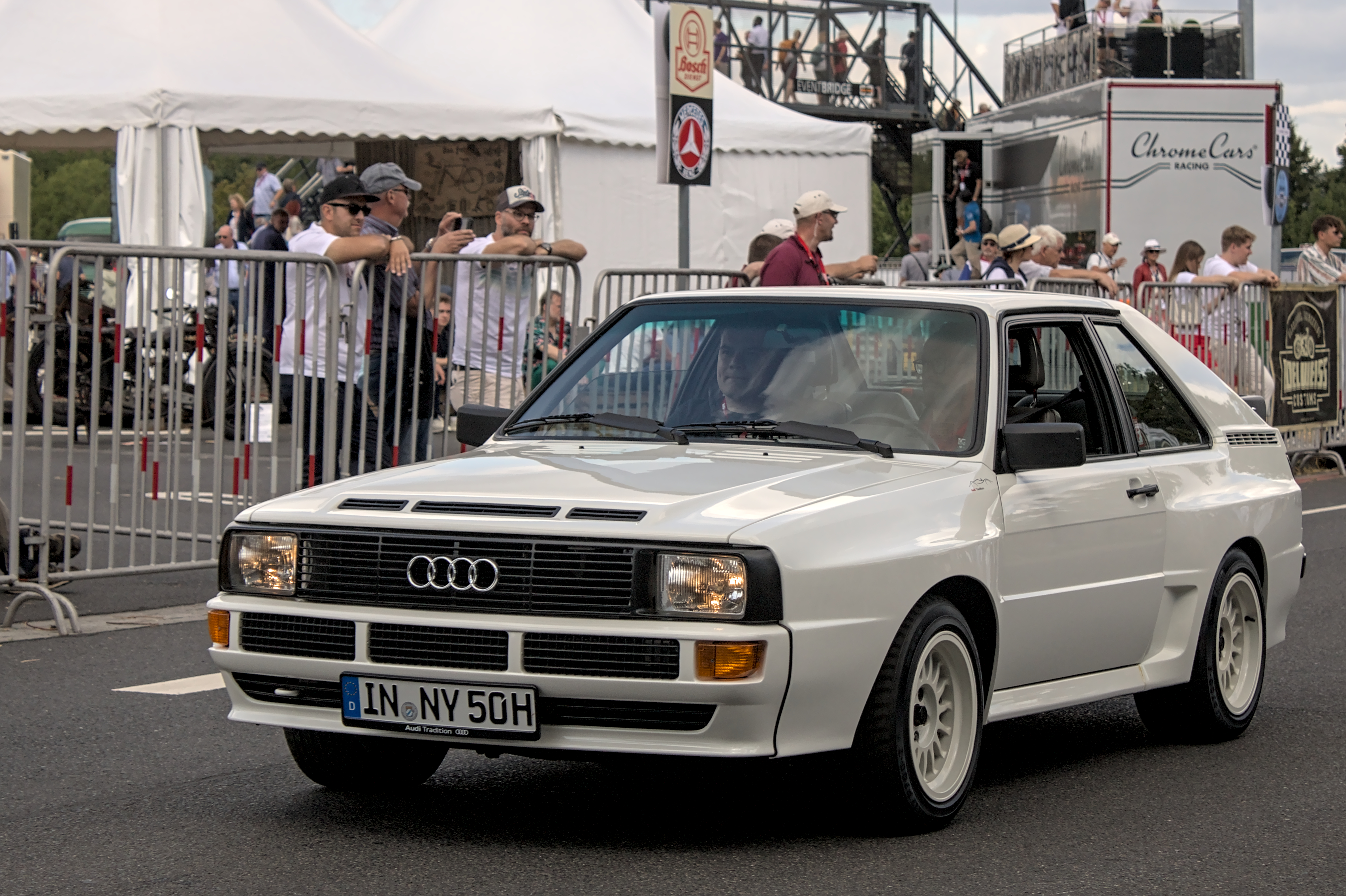
Audi Sport quattro (1984–1985)

### Sport quattro
Eine besondere Variante war der ab Herbst 1984 angebotene Audi Sport quattro, auch „der Kurze“ genannt. Er wurde auf der IAA 1983 erstmals der Öffentlichkeit vorgestellt. Ein wesentlich leistungsstärkeres Modell mit 225 kW (306 PS) und 350 Nm Drehmoment und einer verkürzten Karosserielänge von 4,16 m.    Er stellte auch das Basisfahrzeug für die Gruppe-B-Autos dar. Durch die Karosserieänderung wurde der Radstand um 32 cm kürzer. Die Abmessungen der Karosserie änderten sich auf: Länge 4164 mm, Breite 1790 mm, Höhe 1345 mm.
Der Sport quattro wurde laut Audi bis Sommer 1985 in einer Stückzahl von 220 Exemplaren (für die FIA-Homologation der Gruppe B waren mindestens 200 Stück zwingend vorgeschrieben) gebaut und als Straßenversion zum Preis von zunächst 195.000 DM, später 203.500 DM im freien Verkauf angeboten. Über die Produktionszahlen des Sport quattro gibt es allerdings unterschiedliche Angaben. Audi selbst gibt 200 hergestellte Fahrzeuge an, wie es das Reglement forderte, und 20 weitere Autos als Evolutionsmodelle. Graham Robson, ein international anerkannter britischer Fachjournalist, schreibt jedoch, dass nicht mehr als rund 160 Fahrzeuge tatsächlich hergestellt wurden, von denen einige, jedenfalls weniger als 20, reglementwidrig zu Evolutionsmodellen modifiziert wurden.
Karosserieaufbau
Bei der Karosserie konnte Audi durch die Vielzahl seiner Modelle im Baukastensystem vorgehen. Basis des Sport quattro ist bis zur B-Säule die zweitürige Audi-80-Limousine und ab der B-Säule der Audi quattro. Die Seitentüren stammen komplett vom Audi 80. Die Heckklappe besteht aus glasfaserverstärktem Polyesterharz, wie es auch für den Frontspoiler des Audi quattro verwendet wurde. Kotflügel, Seitenteile hinten, Dach, Motorhaube, Front- und Heckschürze wurden von der Firma Seger und Hoffmann in der Schweiz gefertigt und geliefert. Diese Teile bestehen aus mehrschichtigem Aramidgewebe, Epoxidharz und verschiedenen Zusätzen. Die Herstellung und Bearbeitung dieses formstabilen und dennoch leichten Materials machte auch einen Großteil der Gesamtkosten des Audi Sport quattro aus.

### Sport quattro S1 und E2
Der Audi Sport quattro S1 entstand aus dem Sport quattro. Er wurde 1984 als erstes sogenanntes Evolutionsmodell in einer Auflage von 20 Stück ausschließlich für Rennzwecke produziert. 1985 kam dann der E2, auch „das Flügelmonster“ genannt, der nicht auf den 20 zuvor gebauten S1-Versionen basierte, sondern wie von der FIA gefordert wieder in einer Stückzahl von 20 Sport-quattro-Exemplaren produziert wurde. All diese Rallye-Fahrzeuge waren nicht für den freien Verkauf bestimmt, sondern ausschließlich der Werksabteilung Audi Sport vorbehalten. Erst nachdem die FIA Ende 1986 die Gruppe B aus der Rallye-WM verbannt hatte, konnten wenige privilegierte Motorsportler sie dort käuflich erwerben.

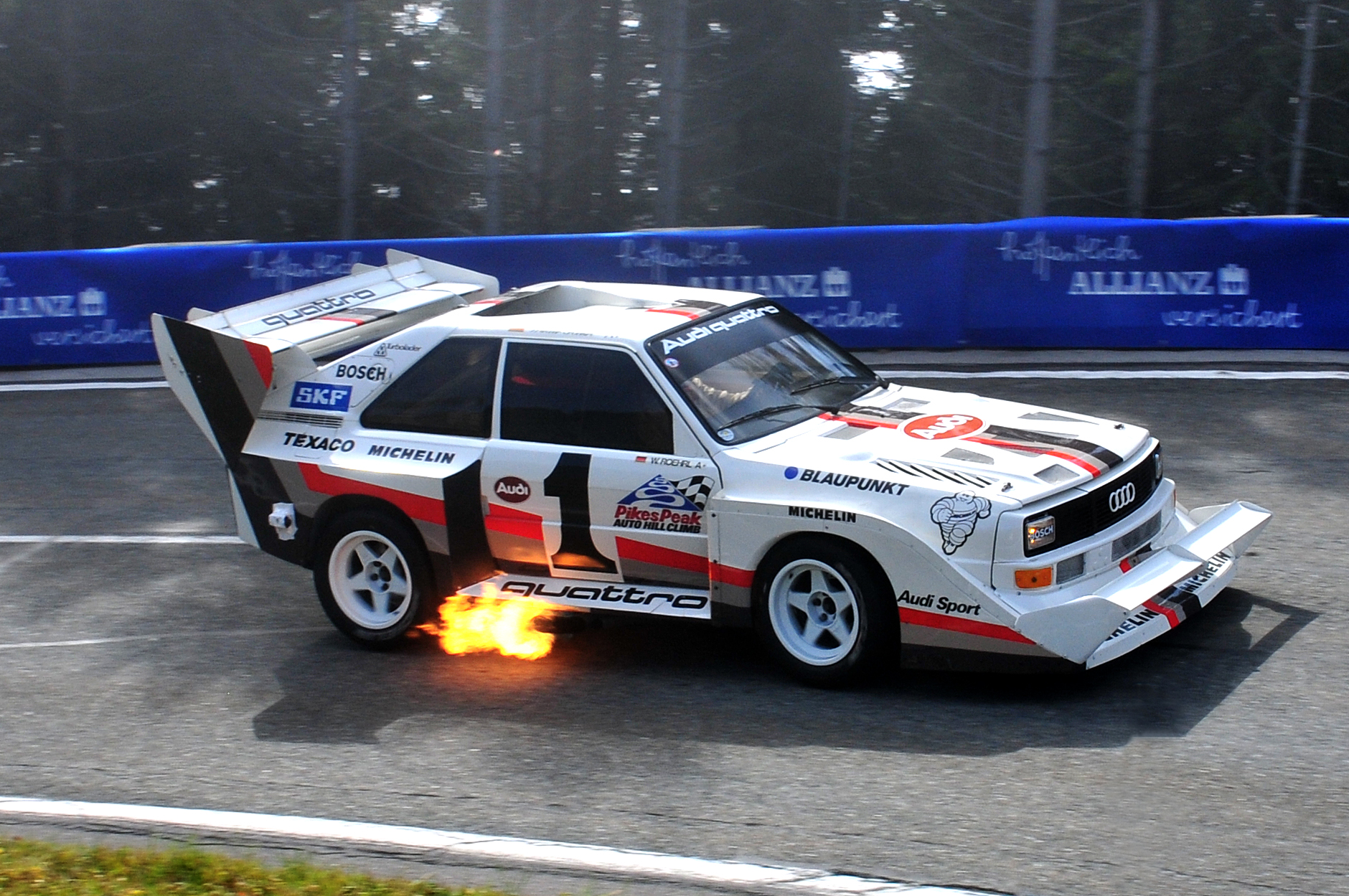
Audi E2 „Pikes Peak“ gefahren von Walter Röhrl beim 1. Rossfeldbergrennen im Jahr 2013

Als besonders extreme Variante des Audi Sport quattro E2 gilt der „E2 Pikes Peak“, mit dem Walter Röhrl 1987 am Pikes Peak einen neuen Streckenrekord aufstellte und dem eine Motorleistung von mindestens 441 kW (600 PS) nachgesagt wird. Beim Autosport Rallycross gab es dann Ende der 1980er und Anfang der 1990er noch einige S1- und E2-Rallycross-Specials, die über Motoren mit mehr als 478 kW (650 PS) verfügten. Der E2 Pikes Peak befindet sich noch immer in rennmäßigem Zustand und wird gelegentlich bei repräsentativen Anlässen, wie etwa dem internationalen Bergrennen Arosa ClassicCar 2012, gezeigt.

### Tuningvarianten auf Quattrobasis

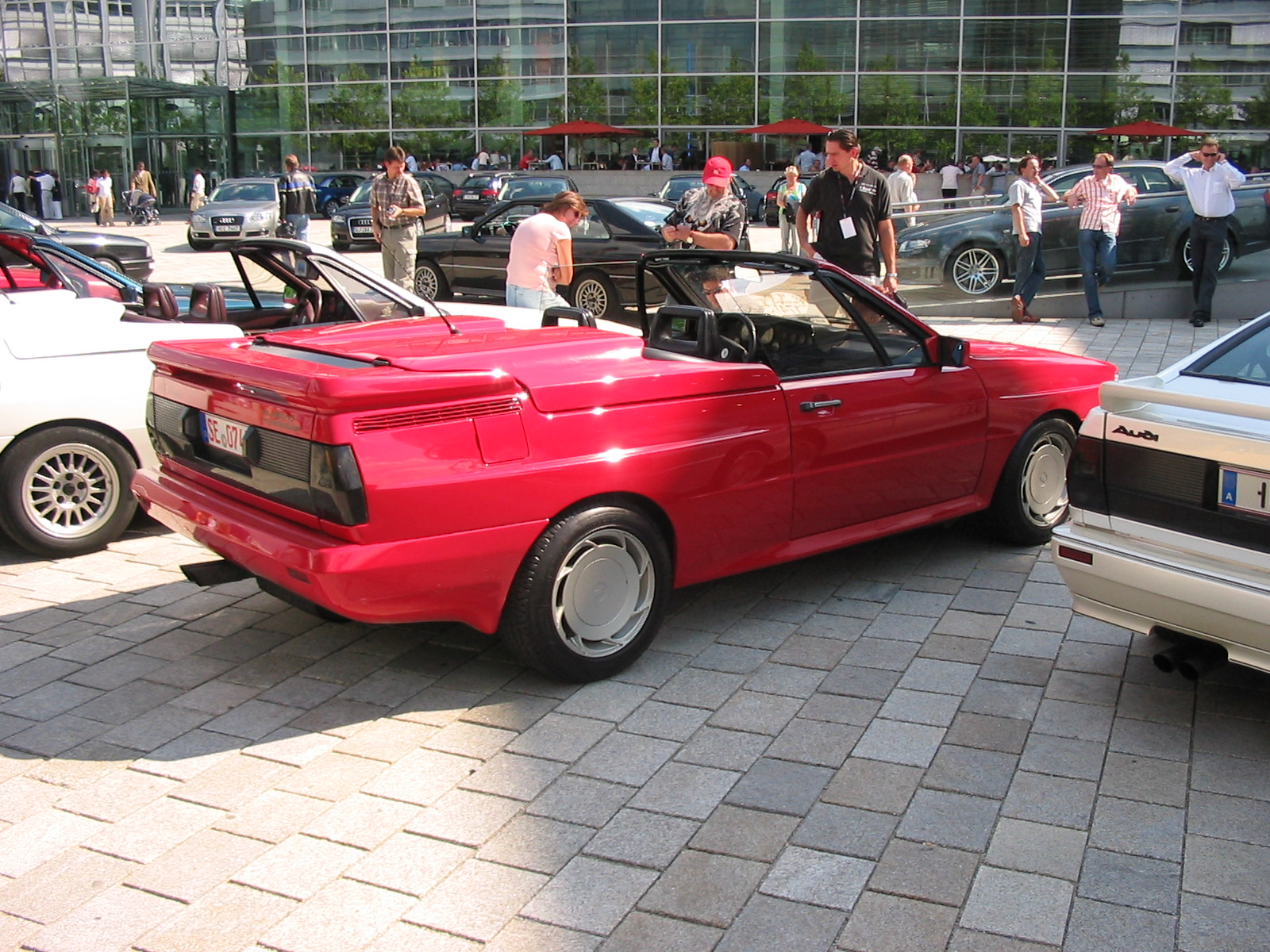
Der sehr seltene Umbau Audi quattro Roadster der Firma Treser

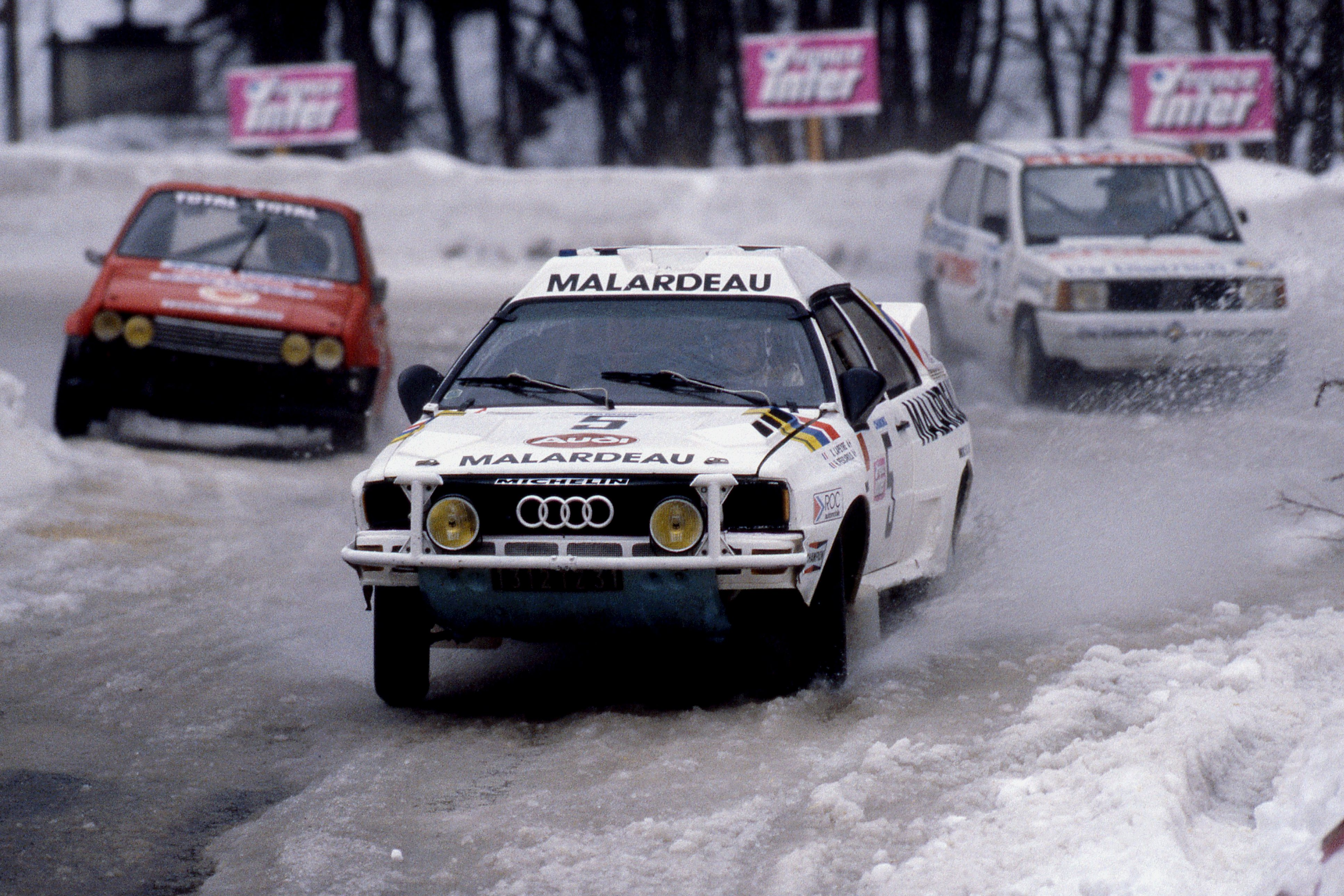
Henri Pescarolo im ROC Audi quattro mit Hochdach für die Rallye Dakar 1984/1985 bei den 24h de Chamonix des Jahres 1985

#### Treser
Die Firma Treser, die von dem maßgeblich an der Entwicklung des Audi quattro beteiligten Ingenieur Walter Treser gegründet wurde, baute einige wenige Exemplare zum Cabrio mit festem Dach um, wobei die Technik des Daches mit der des Mercedes SLK vergleichbar ist.

#### Artz
Die Firma Artz baute einige Sondervarianten des Audi quattro, zumeist Einzelstücke. Darunter fand sich eine Kombivariante mit sehr großer Heckklappe aus Glas, die bis zum Leuchtband zwischen den Rückleuchten reichte sowie eine Limousine auf Basis des Audi 80 mit der Front, den Verbreiterungen, den Heckleuchten und der Technik des Audi quattro.

#### ROC
Für die Rallye Dakar (1984/1985) baute die französische Firma ROC quattros mit einem um mehr als 10 cm erhöhten Dach.

### Audi Quattro Quartz

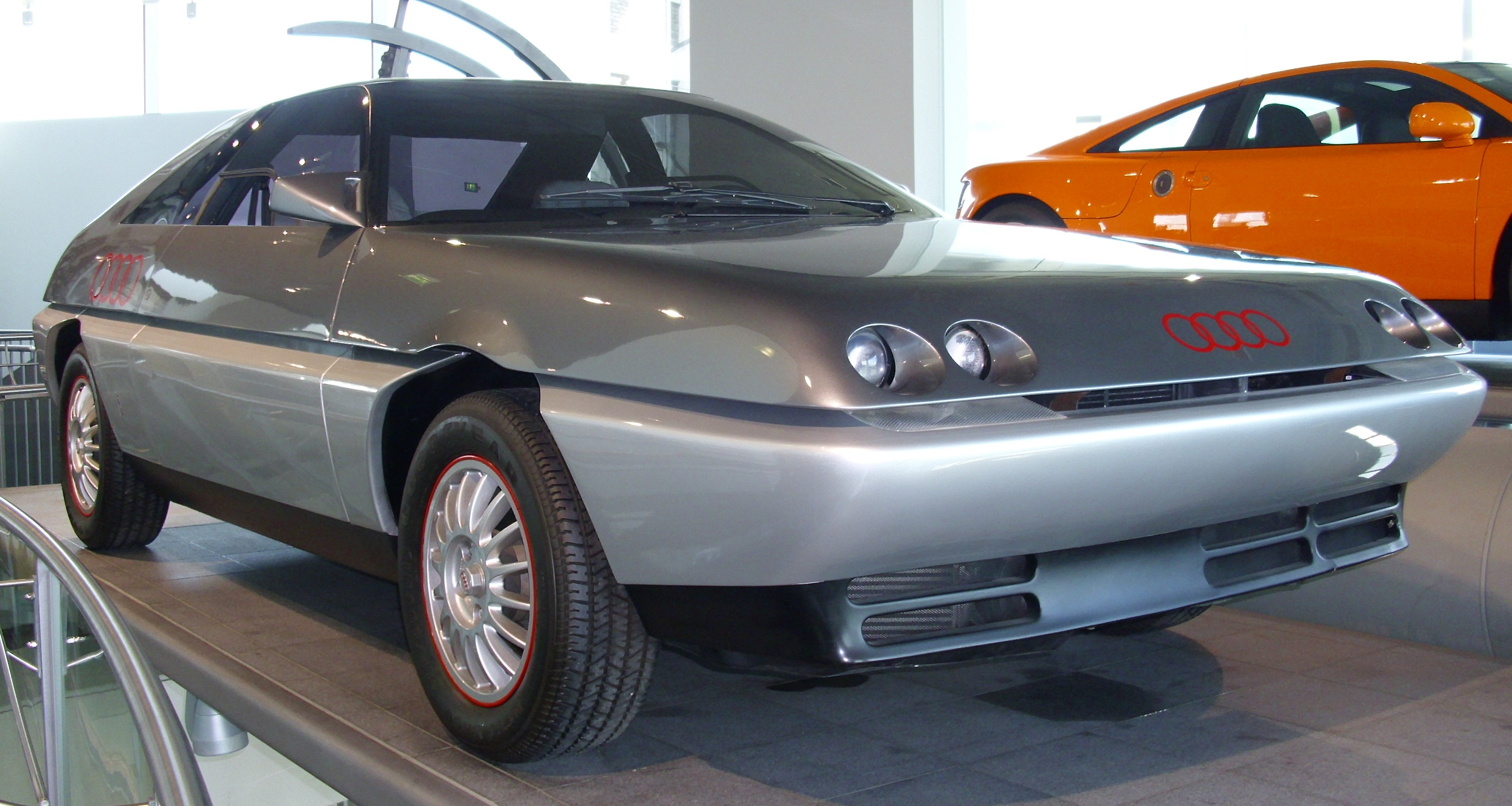
Audi Quattro Quartz (1981)

Auf der technischen Basis des Urquattro entwickelte das italienische Designstudio Pininfarina im Laufe des Jahres 1980 das Konzeptfahrzeug Audi Quattro Quartz, das auf dem Genfer Autosalon 1981 erstmals öffentlich gezeigt wurde. Der Quattro Quartz ist ein fahrbereites Auto, das bei unveränderter Antriebstechnik des Serienmodells eine eigenständige Karosserie hat, die Enrico Fumia gestaltete. Die äußeren Karosserieteile bestehen weitgehend aus Aluminiumblechen und Kunststoffkomponenten. Bei unverändertem Radstand ist der Quattro Quartz etwa 90 kg leichter als das Serienmodell, der {\displaystyle c_{\mathrm {w} }}-Wert des Quattro Quartz ist mit 0,45 etwas schlechter als der des Serien-Quattro. Das Auto blieb ein Einzelstück und hatte keinen Einfluss auf das Design späterer Serien-Audis. Allerdings gilt der Quattro Quartz als stilistischer Vorläufer des Alfa Romeo GTV und des Alfa Spider der Tipo-916-Baureihe.

## Sonstiges

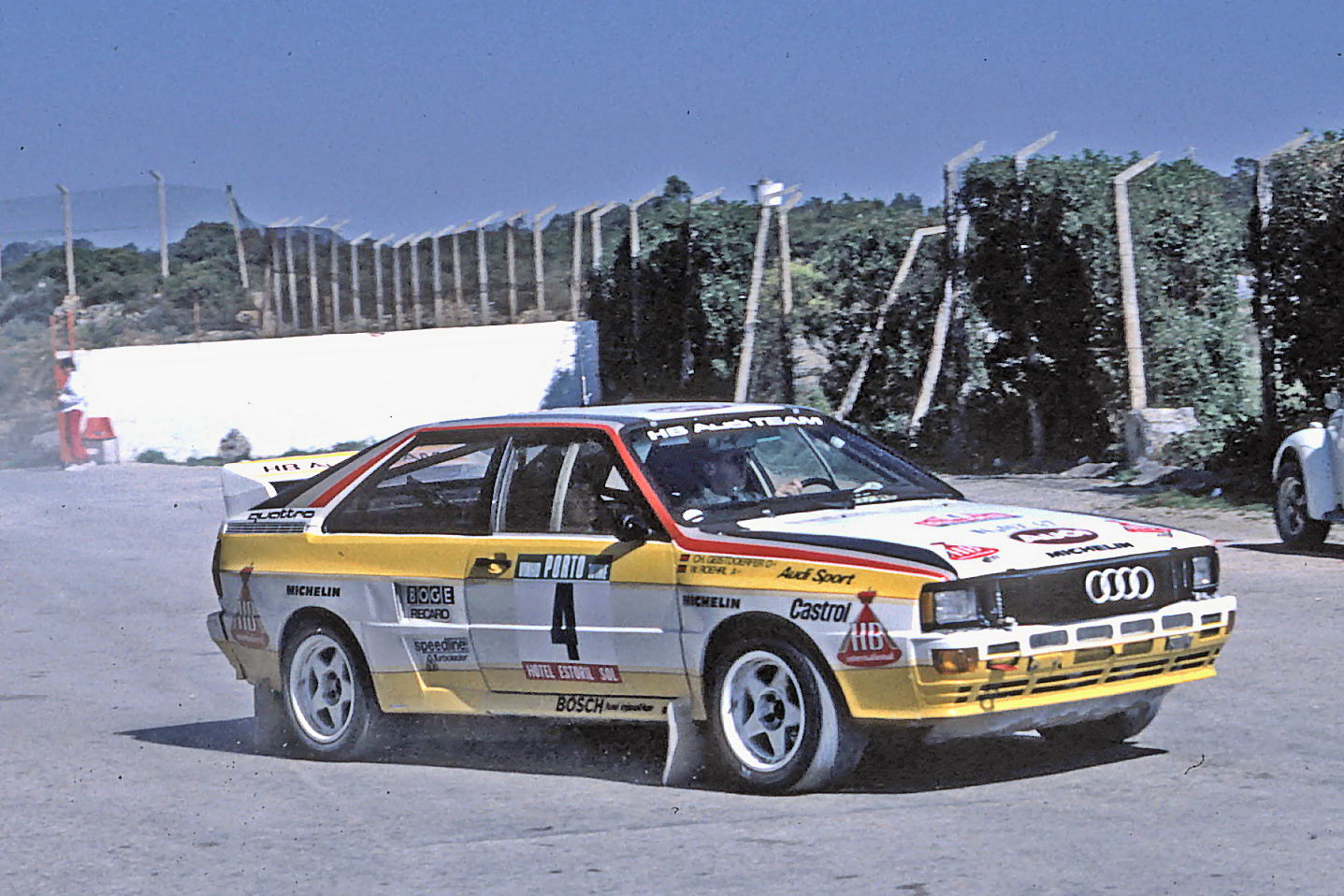
Audi quattro A2 mit Walter Röhrl während der Rallye Portugal 1984

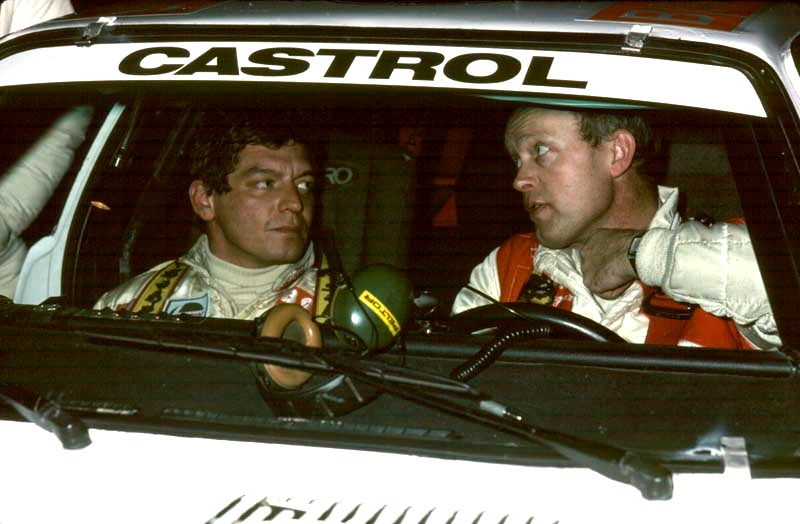
Franz Wurz als Audi-quattro-Copilot von Björn Waldegård bei der Jänner-Rallye des Jahres 1984

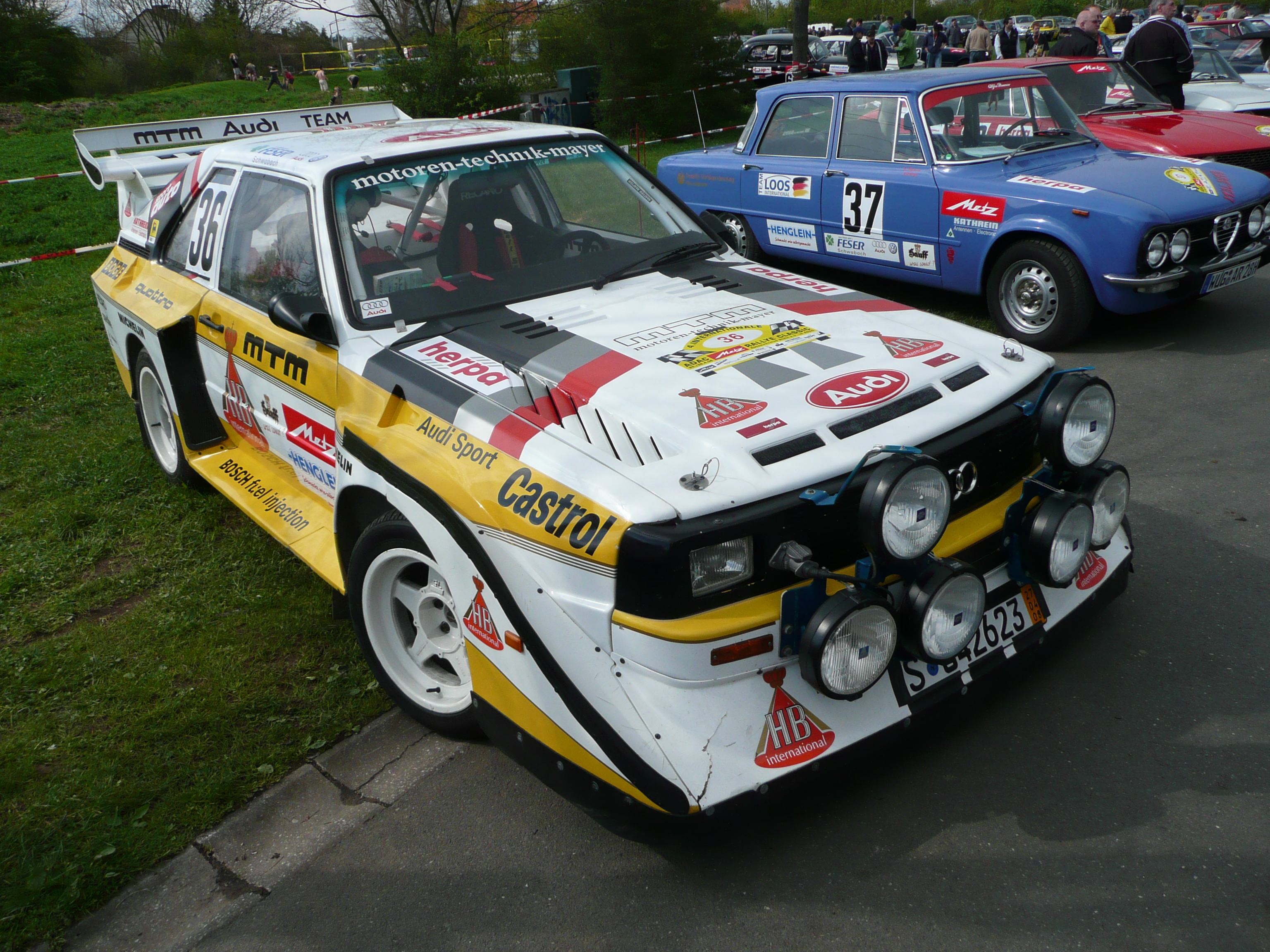
Audi Sport Quattro E2 1

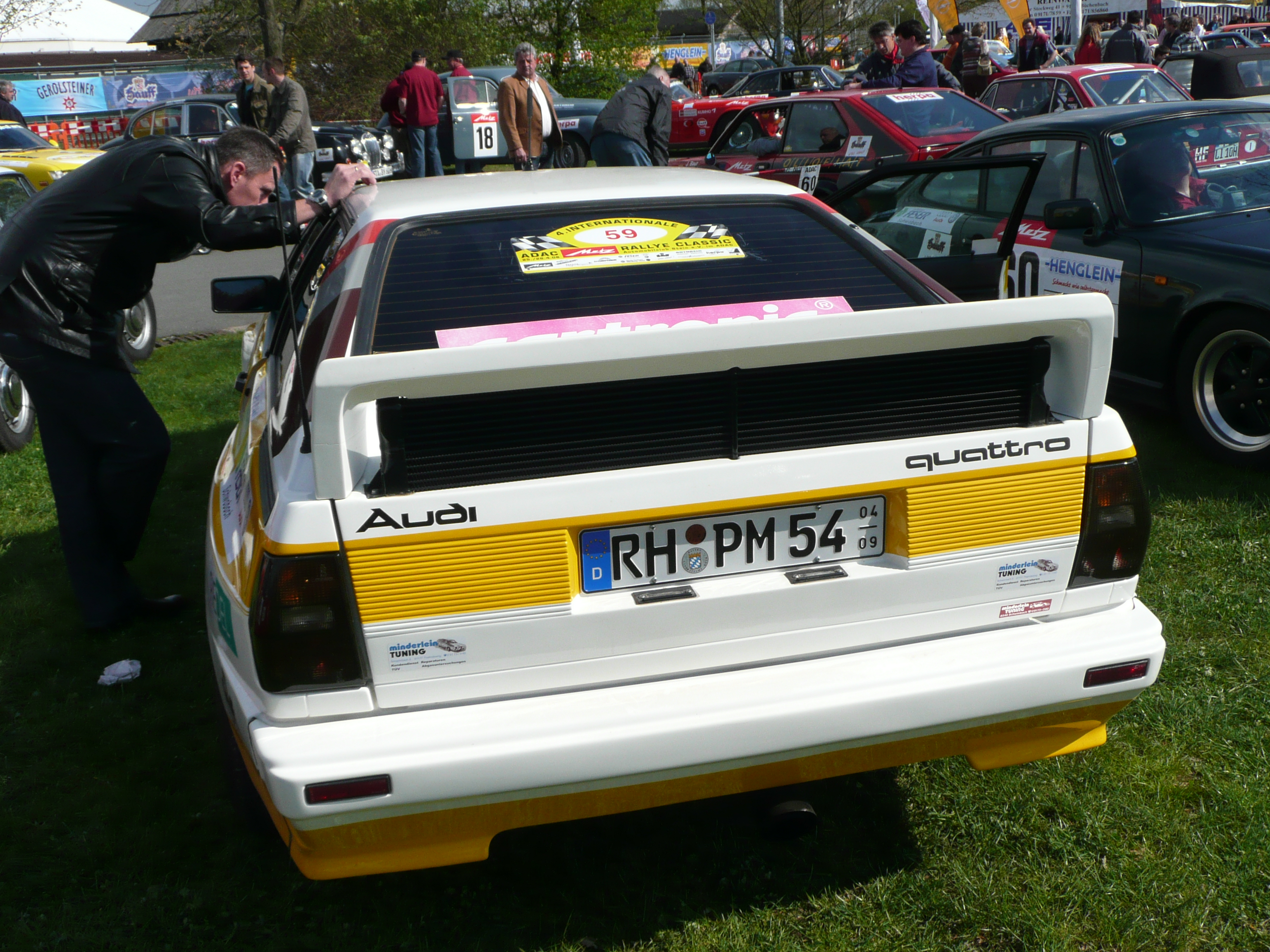
Audi Sport Quattro E2 2

- Der Audi quattro wurde insgesamt nur 11.452-mal gebaut. Seine Allradtechnik wurde für andere Audi-Fahrzeuge weiterentwickelt und verwendet. Die mit Allradantrieb ausgestatteten Fahrzeuge von Audi tragen noch bis heute den Zusatz „quattro“ in der Modellbezeichnung.
- Heute hat der Urquattro einen hohen Liebhaberwert und erreicht deutlich höhere Preise als andere Fahrzeuge von Audi aus dieser Zeit.
- Der Begriff quattro steht heute auch für die quattro GmbH (die heutige Audi Sport GmbH), ein Unternehmen von Audi, das sich wie bei Mercedes-AMG oder die BMW M GmbH auf die Serienanfertigung von besonders sportlichen Fahrzeugen ab Werk spezialisiert hat, wobei auch spezielle Kundenwünsche berücksichtigt werden können.
- Das Auto sollte ursprünglich den Namen „Carat“ tragen, als Abkürzung für „Coupé All-Rad-Antrieb Turbo“. Erst spät wurde dieser Name aufgrund eines Parfums gleichen Namens verworfen, dessen Image und Zielgruppe für den Quattro nicht geeignet erschienen.
- Weitgehend unbekannt oder nur vergessen ist, dass der erste FIA-Autosport-Titel mit einem Audi quattro nicht vom Audi-Werksteam, sondern von dem Österreicher Franz Wurz gewonnen wurde. Der Vater von Formel-1-Fahrer Alexander Wurz sicherte sich am 3. Oktober 1982 auf dem Estering in Buxtehude seinen dritten Rallycross-Europameistertitel (nach 1974 und 1976), während Audi selbst erst etwa einen Monat später bei der RAC-Rallye von Großbritannien die Rallye-Weltmeisterschaft des Jahres 1982 (einzig die Markenwertung, Walter Röhrl gewann im Opel Ascona 400 die Fahrerwertung) unter Dach und Fach bringen konnte.
- Zum 1. Januar 2015 waren laut KBA noch mindestens 402 Fahrzeuge mit den Typschlüsselnummern dieser Baureihe gemeldet.[12]
- 2012 fertigte der thüringische Karosseriebetrieb Gehrt einen technisch und optisch originalgetreuen Nachbau des Siegerwagens der Rallye San Remo von 1985. Dazu wurden nahezu alle damaligen Projektpartner wieder mit einbezogen, um die alten Bauteile originalgetreu neu zu fertigen. Entscheidende Arbeit dafür leistete auch der ehemalige Audi-Motorsportchef Roland Gumpert. Auch die ehemaligen Fahrer des Wagens Walter Röhrl und Stig Blomqvist waren in das Projekt involviert.[13]
- Zum 1. März 2018 gab das Bundesministerium der Finanzen in Deutschland eine Sondermarke der Briefmarkenserie Klassische deutsche Automobile zu einem Nennwert von 1,45 Euro aus, auf der der Audi Quattro abgebildet ist.[14]